# Josephus Coymans

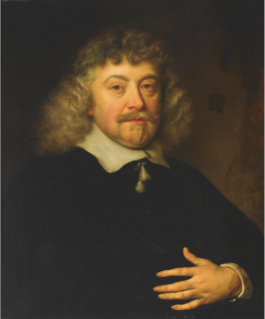
Joseph Coymans door Govert Flinck

Josephus Coymans (Hamburg, 1 augustus 1591-ca 1653 was de zoon van Balthasar Coymans (1555-1634) en een lid van de firma Coymans. Het echtpaar had een collectie schilderijen van Jacob van Campen, Cornelis Vroom en Jacob van Ruisdael.

## Biografie
Joseph Coymans trouwde in 1616 met Dorothea Berck (Dordrecht (1593-1684). Het echtpaar is in 1644 geschilderd door Frans Hals. Dorothea Berck was de dochter van Matthijs Berck pensionaris van Dordrecht, een aanzienlijk wijnkoopman, eerst in Emmerik, daarna in Dordrecht, waar hij in het grote familiehuis "De Berkenpoort" vele vorstelijke personen herbergde, onder anderen in 1572 Alva, in 1575 en 1576 Willem van Oranje en zijn vrouw
Charlotte van Bourbon.  In 1653 kocht zijn weduwe de heerlijkheid Alblasserwaard; de titel heer van Streefkerk en Nieuw-Lekkerland van haar overleden echtgenoot ging over op haar zoon. Dorothea Berck kocht in 1677 Watervliet, grenzend aan Waterland bij Velsen.
Het echtpaar kreeg vijf kinderen:
- Balthasar Coymans (1618-1690), gedoopt NG Dordrecht maart 1618, heer van Streefkerk en Nieuw-Lekkerland, koopman te Haarlem, trouwde met op 2 november 1642 in Rotterdam met Anna Prins; hertrouwde in 1652 Maria van Herrewijne van Haarlem. Hij is overleden op 19 november 1690, begraven in de Grote Kerk van Haarlem (Brouwerskapel) ca. 25 nov. 1690,
- Wilhelmina (1619-1680), in 1639 getrouwd met Jacob Druyvestein (1612-1691), bewindhebber van de VOC, etc.[4] Hun zoon Aernout (1641-1698) hertrouwde met een dochter van Joan Huydecoper en gaf de Venetiaanse componist Carlo Ambrogio Lonati opdracht tot het schrijven van een opera.[5]
- Josephus (1621-1677), trouwde in 1645 met Jacomina Trip (1622-1678), de derde en jongste dochter van Elias Trip.
- Erkenraad (1620-), trouwde met Jean Bernard (1604-1678); Bernard kocht de hofstede Kruidberg met Sophia Trip.
- Isabella Coymans, gedoopt 6 maart 1626, begraven Grote kerk, Haarlem (Brouwerskapel) 14 oktober 1689. Isabella en haar echtgenoot Stephanus Geraerdts (?-2/2/1671) zijn in 1650 door Hals geportretteerd.[6][7][8]

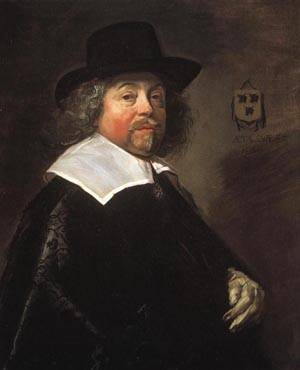
Joseph Coymans, met familiewapen, drie koppen van zwarte ossen, door Frans Hals in (1644). Wadsworth Atheneum, Hartford (Connecticut)

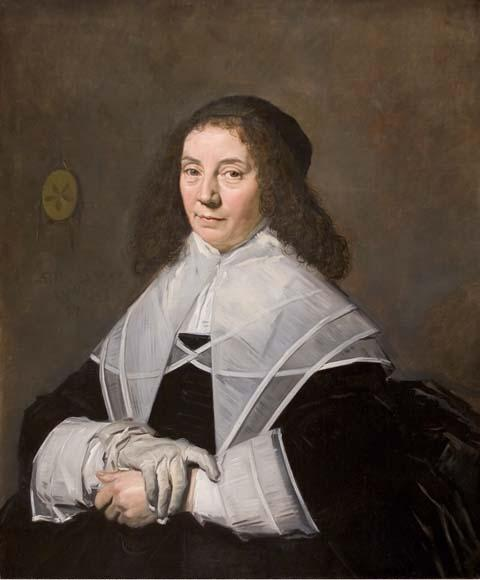
Dorothea Berck, met familiewapen door Frans Hals in (1644). Baltimore Museum of Art.

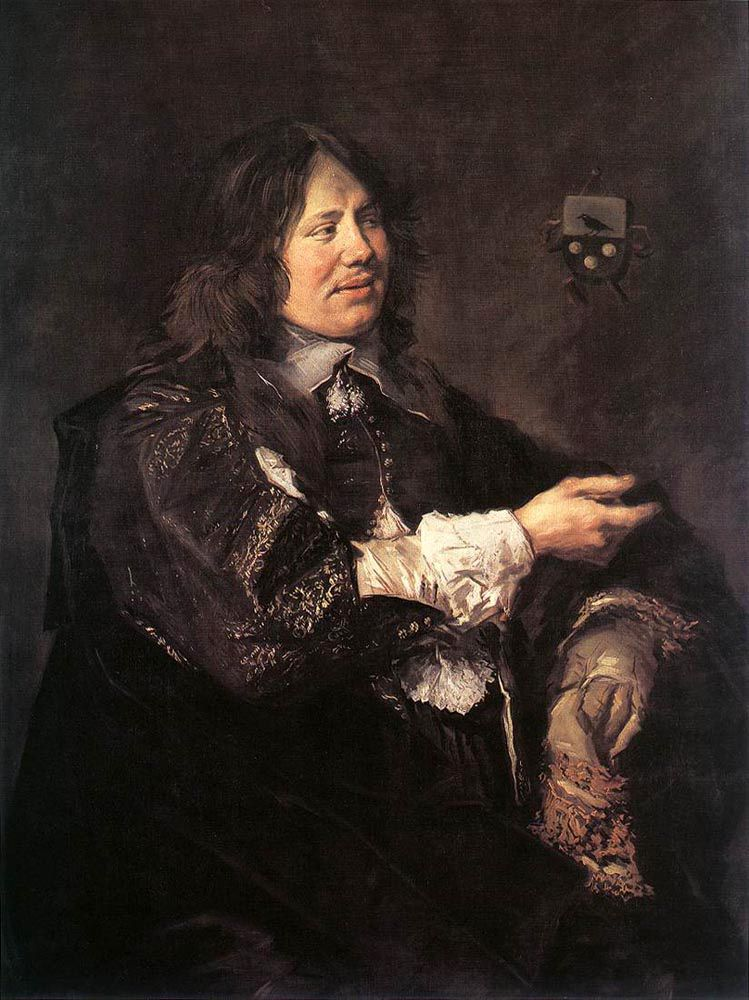
Portrait de Stephanus Geraerdts, v.1650-1652, huile sur toile, 115 x 87 cm (Musée royal des Beaux-Arts, Anvers).

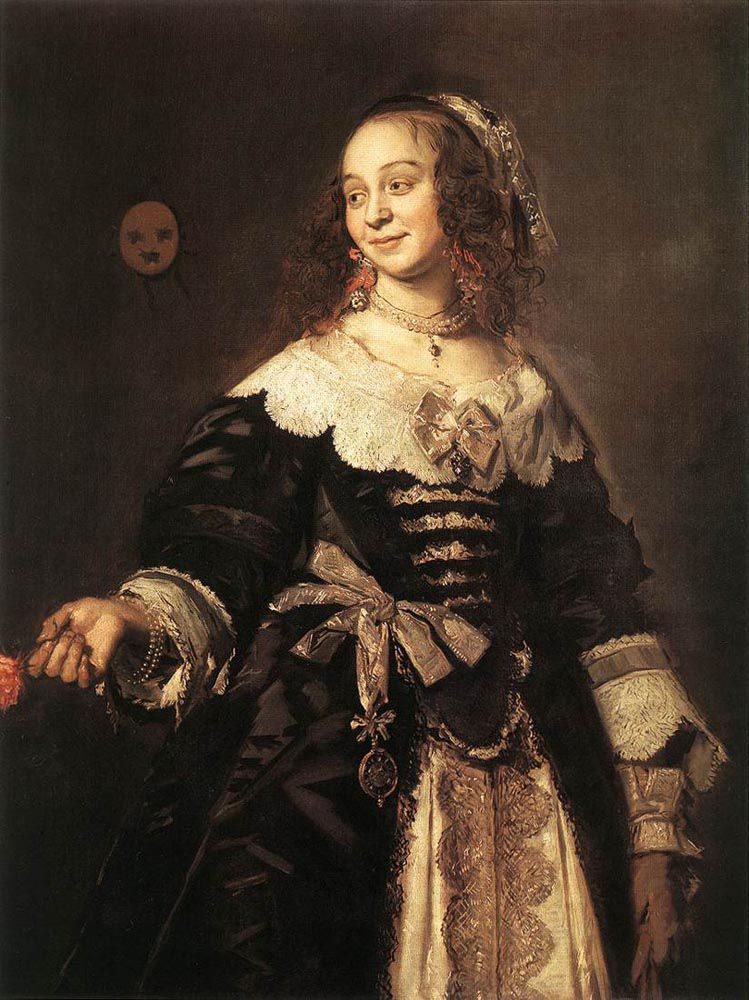
Portrait d'Isabella Coymans, v.1650-1652, huile sur toile, 116 x 86 cm (Coll. privée).